# Maring-Noviand
Maring-Noviand település Németországban, Rajna-vidék-Pfalz tartományban. Lakosainak száma 1441 fő (2023. december 31.).

## Népesség
A település népességének változása:
| Lakosok száma | 1461 | 1494 | 1482 | 1449 | 1458 | 1441 |
|               | 1975 | 2017 | 2019 | 2021 | 2022 | 2023 |